# Muscicapidae
Famille
Les Muscicapidae (ou muscicapidés) sont une famille de passereaux constituée de 58 genres et plus de 310 espèces. Insectivores, ils attendent leur proie, perchés sur une branche (ils descendent rarement à terre) et la capturent au vol grâce à leur bec très déprimé (plus large à la base que haut et à culmen très accentué). Généralement, ils ont un chant simple assez discret.

## Étymologie
Le nom scientifique de la famille « Muscicapidae » vient du latin musca = mouche et capere = prendre. Il a été donné à  ce groupe par l’ornithologiste René Lesson.

## Systématique
À partir de la version 2.10 (2011) de la classification de référence du Congrès ornithologique international, les espèces du genre Cercomela sont déplacées dans les genres Oenanthe et Emarginata. Ce changement s'appuie sur les travaux de Outlaw et al. (2010).
Les travaux de Sangster et al. (2010) et Zuccon & Ericson (2010) permettent de définir plus précisément les relations phylogéniques entre les différentes espèces qui composent les muscicapidés. Sangster et al. identifient quatre clades : les Muscicapinae, les Niltavinae, les Erithacinae (ou Cossyphinae) et les Saxicolinae. Ces clades sont aussi reconnus par Zuccon & Ericson. Des études complémentaires seront nécessaires pour résoudre plus précisément les relations génériques à l'intérieur de ces clades, car plusieurs genres sont paraphylétiques ou polyphylétiques,.
Les deux études sus-mentionnées permettent aussi de définir plus précisément les limites familiales des Muscicapidae, notamment par rapport aux Turdidae. Ainsi, s'appuyant sur ces travaux, le Congrès ornithologique international (COI), dans sa classification de référence (version 3.4, 2013), déplace les neuf espèces du genre Myophonus, les trois espèces du genre Brachypteryx, le Brachyptère des Célèbes (Heinrichia calligyna) et le Brachyptère étoilée (Heteroxenicus stellatus), des Turdidae vers les Muscicapidae ; et l'Akalat de Wood (Leonardina woodi) est importé des Pellorneidae.
Le COI poursuit la révision de cette famille dans sa classification version 4.1 (2014), toujours en s'appuyant sur les études précédentes, ainsi que sur l'étude phylogénique d'Aliabadian et al. (2012). Les genres Alethe et Pseudalethe sont importés depuis les Turdidae ; le genre Grandala est transféré dans les Turdidae ; les genres Bradornis, Chaimarrornis, Dioptrornis, Erythropygia, Hodgsonius, Pentholaea, Rhinomyias, Rhyacornis, Saxicoloides, Sigelus, Trichixos et Xenocopsychus sont supprimés, et leurs espèces transférées dans d'autres genres de la famille.

### Liste des genres
D'après la classification de référence la classification de référence du Congrès ornithologique international (15.1, 2025) avec les subdivisions proposées par George Sangster et ses collègues en 2010 :
Famille Muscicapidae
- Alethe (2 espèces)
- Sous-famille Muscicapinae (Fleming, 1822)
  - Tribu Copsychini (Sundevall, 1872)
    - Tychaedon (5 espèces)
    - Cercotrichas (5 espèces)
    - Copsychus (17 espèces)

  - Tribu Muscicapini (Fleming, 1822)
    - Agricola (2 espèces)
    - Fraseria (8 espèces)
    - Melaenornis (7 espèces)
    - Namibornis (1 espèce)
    - Empidornis (1 espèce)
    - Sigelus (1 espèce)
    - Bradornis (3 espèces)
    - Myopornis (1 espèce)
    - Artomyias (2 espèces)
    - Humblotia (1 espèce)
    - Muscicapa (17 espèces)
- Sous-famille Niltavinae (Sangster, Alström, Forsmark and Olsson, 2010)[11]
  - Leucoptilon (1 espèce)
  - Sholicola (2 espèces)[12]
  - Niltava (7 espèces)
  - Cyanoptila (2 espèces)
  - Eumyias (11 espèces)
  - Anthipes (2 espèces)
  - Cyornis (32 espèces)
- Sous-famille Erithacinae (G.R. Gray, 1846)
  - Erithacus (1 espèce)
  - Swynnertonia (1 espèce)
  - Pogonocichla (1 espèce)
  - Stiphrornis (1 espèce)
  - Cossyphicula (2 espèces)
  - Chamaetylas (4 espèces)
  - Cossypha (8 espèces)
  - Cichladusa (3 espèces)
  - Xenocopsychus (1 espèce)
  - Dessonornis (4 espèces)
  - Sheppardia (11 espèces)
- Sous-famille Saxicolinae (Vigors, 1825)
  - Irania (1 espèce)
  - Luscinia (4 espèces)
  - Myiomela (3 espèces)
  - Calliope (5 espèces)
  - Enicurus (8 espèces)
  - Cinclidium (1 espèce)
  - Myophonus (9 espèces)
  - Heinrichia (1 espèce)
  - Vauriella (4 espèces)
  - Leonardina (1 espèce)
  - Brachypteryx (10 espèces)
  - Larvivora (8 espèces)
  - Ficedula (35 espèces)
  - Tarsiger (6 espèces)
  - Heteroxenicus (1 espèce)
  - Phoenicurus (14 espèces)
  - Monticola (14 espèces)
  - Saxicola (14 espèces)
  - Campicoloides (1 espèce)
  - Emarginata (3 espèces)
  - Pinarochroa (1 espèce)
  - Thamnolaea (1 espèce)
  - Myrmecocichla (8 espèces)
  - Oenanthe (33 espèces)

### Liste des espèces
D'après la classification de référence (version 5.2, 2015) du Congrès ornithologique international (ordre phylogénique) :